# Relaciones Rusia-Uruguay
Las relaciones Rusia-Uruguay son las relaciones exteriores entre la Rusia y Uruguay.  

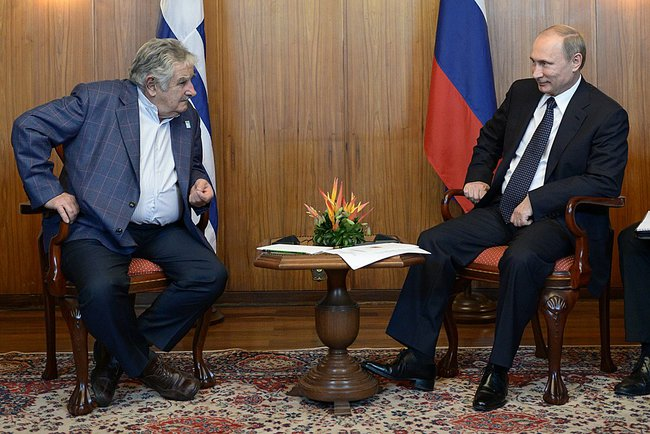
Vladímir Putin y José Mujica.

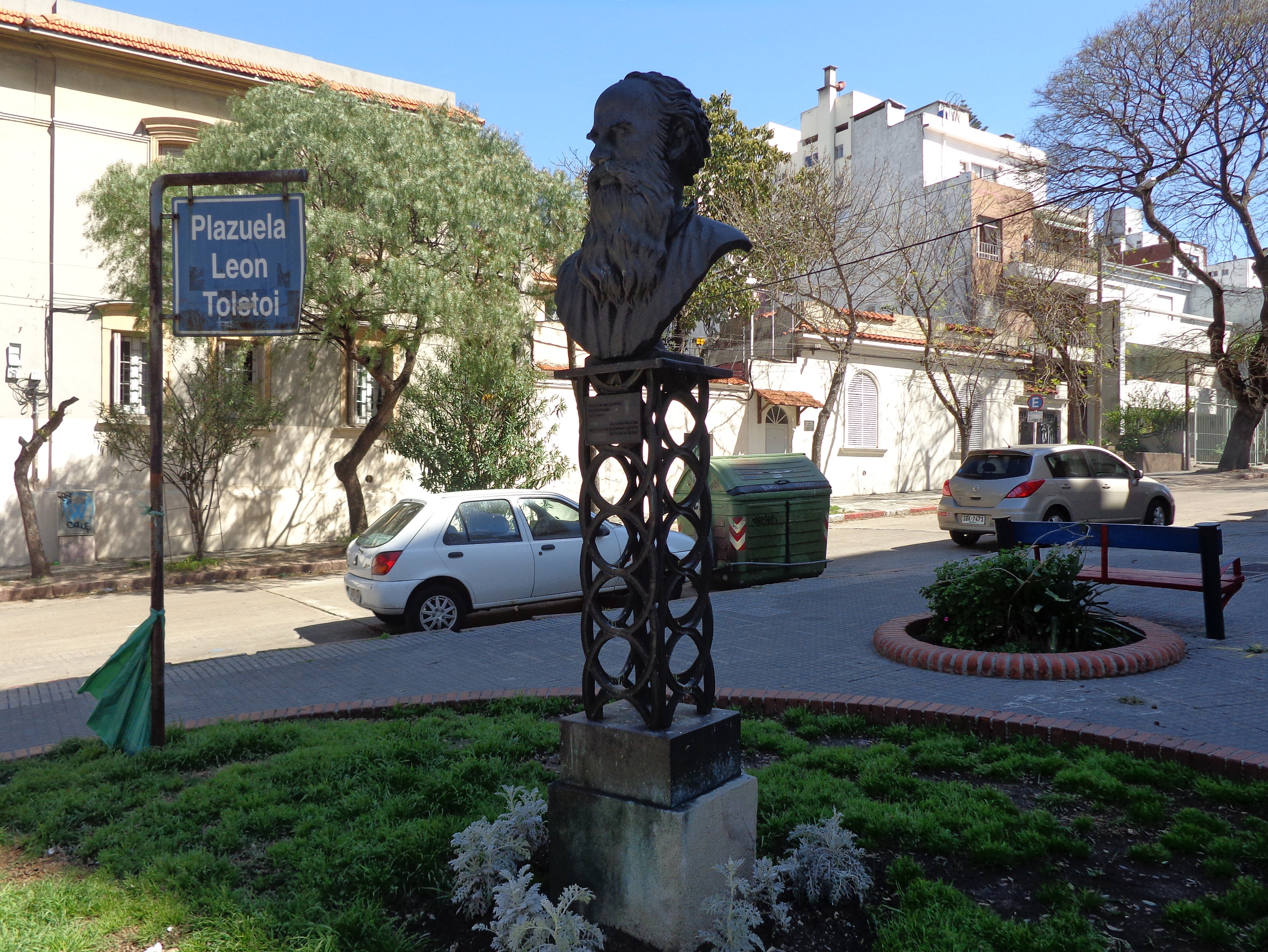
Busto de Lev Tolstói en Montevideo.

## Historia
Las relaciones diplomáticas entre Uruguay y Rusia fueron establecidas en 1857, tras un intercambio de correspondencia entre el presidente uruguayo Gabriel Antonio Pereira y el zar ruso Alejandro II, en el que manifestaban la intención de estrechar lazos. De esta forma, Uruguay se convirtió en la primera república y el segundo Estado de América Latina –por detrás del Imperio del Brasil–, en ser reconocido de iure por Rusia. En 1966 se abrió un consulado ruso en Montevideo.
En 1913, con la llegada de 300 familias rusas al área rural del departamento de Río Negro, se fundó la localidad de San Javier, que destaca por ser la única ciudad en todo el hemisferio sur donde más de la mitad de la población proviene de Rusia.
Durante la revolución de Octubre, Uruguay rompió relaciones diplomáticas con la República Rusa, pero posteriormente fueron restablecidas en 1926, cuando Uruguay reconoció oficialmente a la Unión Soviética. En 1935, en el marco de la dictadura de Gabriel Terra, Uruguay nuevamente rompió sus relaciones diplomáticas con la URSS. No obstante, fueron normalizadas en 1943.

## Misiones diplomáticas
- Rusia tiene una embajada en Montevideo.
- Uruguay tiene una embajada en Moscú.

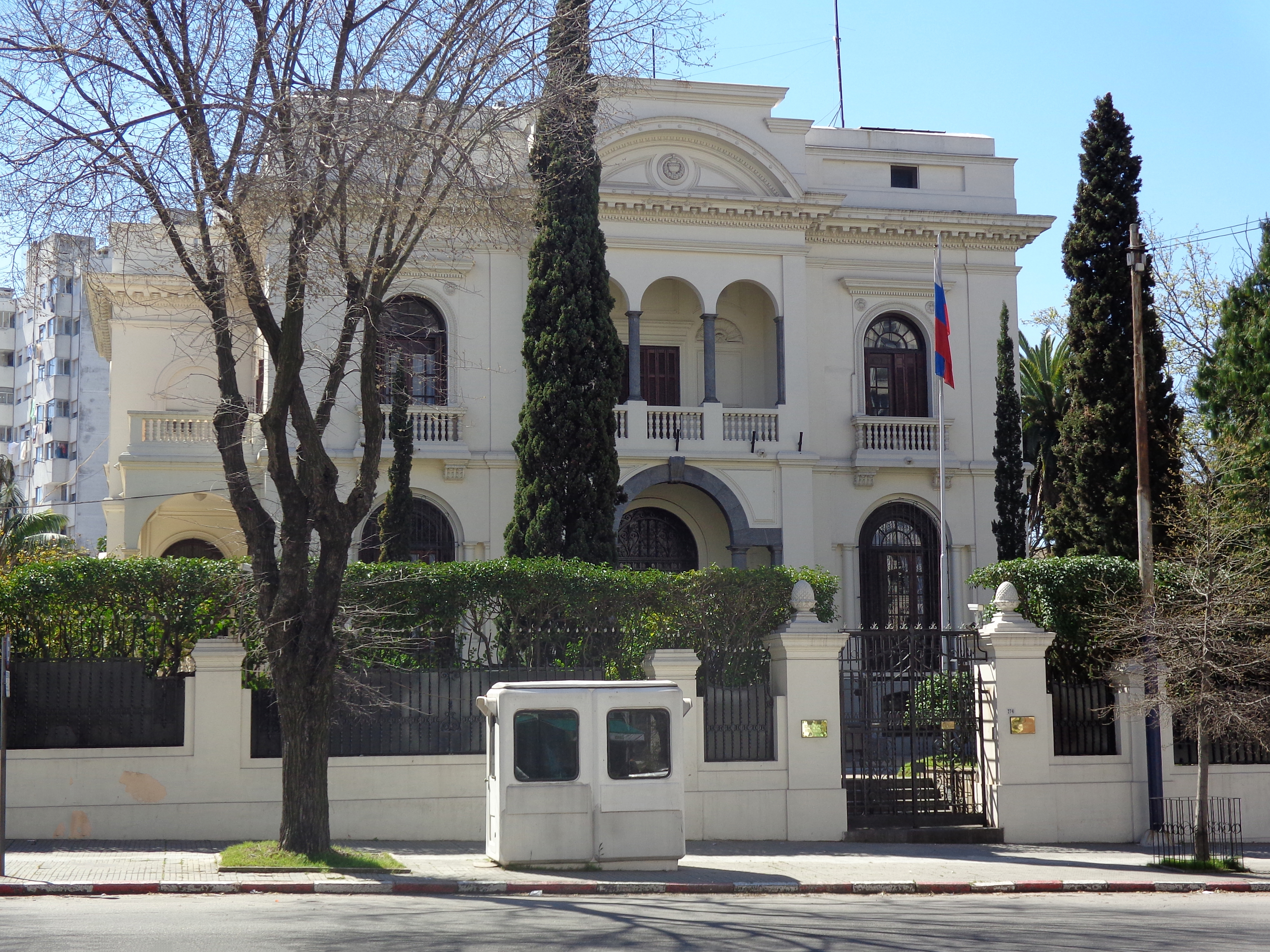
Embajada de Rusia en Montevideo
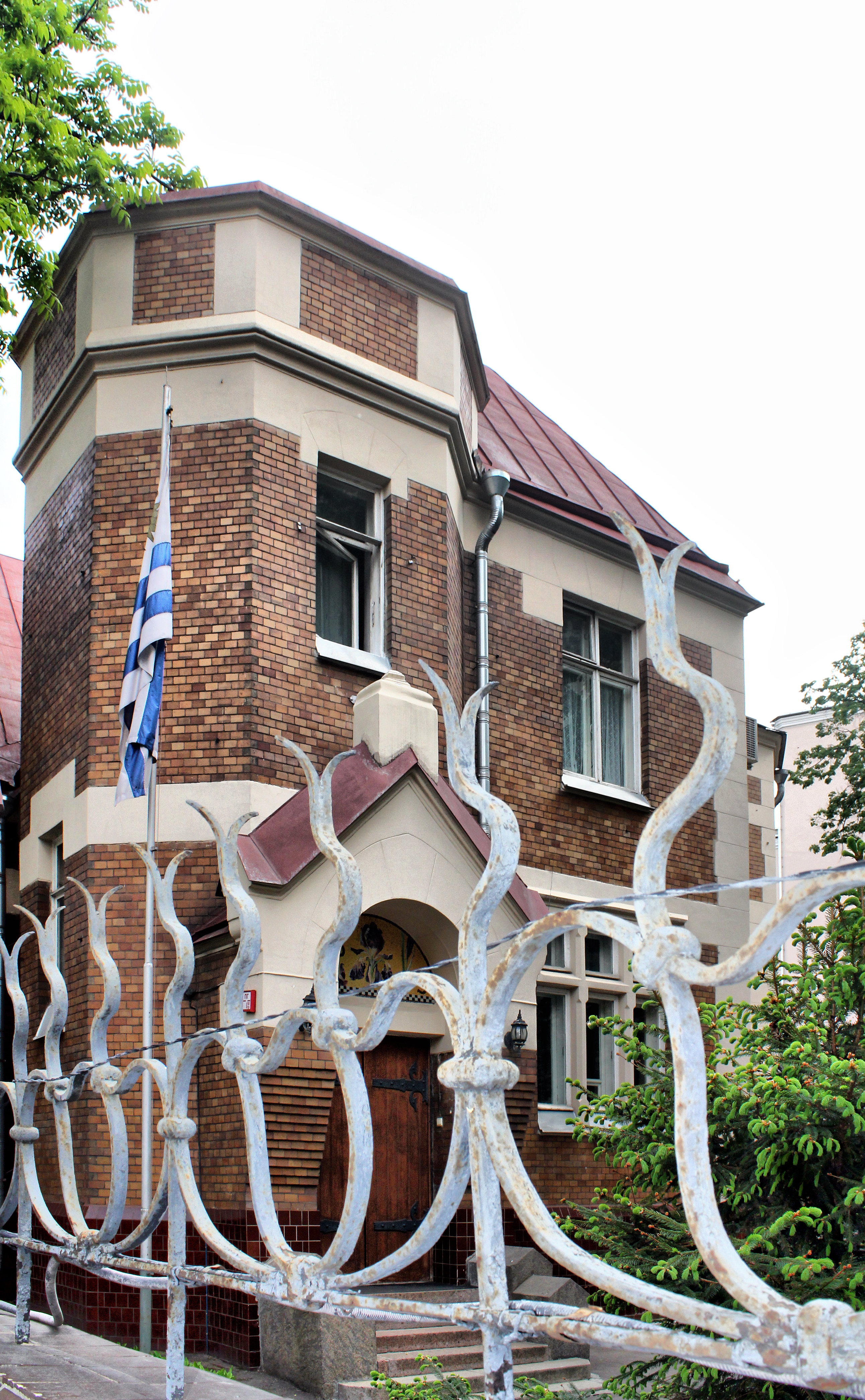
Embajada de Uruguay en Moscú